# Пантюхов Іван Іванович
Пантюхов Іван Іванович (19 (31) липня 1836 , Новгород-Сіверський, Малоросійське генерал-губернаторство  — 15 (28) червня 1911 , Київ ) — лікар, антрополог і публіцист. Праці Пантюхова присвячені питанням антропології, історії медицини та санітарної статистики.
Батько О. Пантюхова, одного із засновників та лідера російського скаутського руху.

## Біографія
Закінчив 1862 року медичний факультет Університету Святого Володимира. Перебував на військовій службі на Кавказі, вчителював в Балтському народному училищі, з 1872 року — ординатор Київського військового шпиталю.
Помістив низку медичних і етнографічних статей у виданнях «Сучасна медицина» («Современная медицина»), «Записки Кавказького окремого Географічного Товариства» («Записки Кавказского отдельного Географического Общества») та інших. Публіцистичні статті друкував у «Московських Відомостях», «Одеському Віснику», «Кавказі», «Бе́резі», «Голосі», «Киянині». Багато його праць було видано окремо.
1902 року вийшов у відставку, оселився на власному хуторі неподалік Кирилівської церкви. Був популяризатором медичних знань серед населення Києва.
Був похований на Копилівському кладовищі, знищеному Куренівською трагедією 1961 року. Будинок Пантюхових зберігся за адресою вул. Петропавлівська, 36.

## Твори
- Женщины-лекарки. Киев, 1869.
- Доктора и знахарки. Киев, 1869.
- Лекарственные растения Южной России. Киев, 1869.
- Краткая всеобщая история. Киев, 1871.
- Статистические заметки о детской смертности в Киеве: Сообщение И. И. Пантюхова Обществу киевских врачей. Киев, 1874.
- Статистические и санитарные очерки Киева. Киев, 1875.
- О лечении простыми средствами. К., 1875.
- О народной медицине в Юго-Западном крае. К., 1875.
- Беседы о здоровье. К., 1876.
- Доктора и знахари. К., 1876.
- Селение Холуй. Киев, 1877.
- Кому будет принадлежать Балканский полуостров. Санкт-Петербург, 1880.
- Теплые минеральные источники Болгарии. К., 1882.
- Население города Одессы. Одесса, 1885.
- Медицинские каталоги германской армии на военное время. СПб., 1887.
- Зоб в Сванетии. СПб., 1890.
- Малярия и парши в Абхазии. Спб., 1890.
- Влияние переселения в Закавказский край на физическое развитие русских. 1891.
- Антропологические типы Кавказа. СПб., 1893.
- Антропологические наблюдения на Кавказе. Тифлис, 1893.
- Аномалии пальцев между туземцами Кавказа. СПб., 1893.
- Расы Кавказа. Тифлис, 1900.
- Кобулеты как приморский курорт. Тифлис, 1900.
- Современные лезгины. Тифлис, 1901.
- Ингуши. Тифлис, 1901.
- Куреневка: Медико-антропологический очерк. Киев, 1904.
- О раннем поседении волос. Киев, 1908.
- Значение антропологических типов в русской истории. 1909.
- Малорусский тип. Эпоха литовско-польская. 1910.